# 小川公人
小川 公人（おがわ きみと、1941年（昭和16年）9月1日 -　）は、日本の政治家・元地方公務員。北海道江別市出身。1960年（昭和35年）北海道江別高等学校卒業。北海道江別市長（1995年-2007年）。

## 来歴
1960年（昭和35年）江別市役所に入所。勤務した後、江別市役所を退職。1971年（昭和46年）江別市議会選挙に出馬し、初当選。以来、同市議会議員を6期務める。1995年（平成7年）に江別市長選挙に出馬し現職である岡英雄を破り、初当選。連続3期務め、2007年に勇退した。
市議会議員時代は、総務文教常任委員会委員、厚生常任委員長、総務文教常任委員長、建設常任委員、江別市議会副議長、厚生常任委員などを務めた。また、市長時代は「時代に誇れる美しい江別」、「21世紀を担う若々しい江別」、「心安らぐ健やかな江別」、「いきいきふるさと江別」、「自主自立のたくましい江別」、「市民参加の開かれた江別」などの実現を目指した。